# 南畿浙西巡撫
南畿浙西巡撫，又稱江南巡撫，為明朝初期設立的一個巡撫職位。熊概擔任此職。

## 沿革
- 洪熙元年，設立，轄區包括南直隸下的應天府、蘇州府、松江府、常州府、鎮江府，浙江的嘉興府、湖州府、杭州府。
- 宣德五年，分為應天巡撫、浙江巡撫兩位。